# What's Up? (bài hát)
"What's Up?" là một bài hát của ban nhạc rock nước Mỹ 4 Non Blondes nằm trong album phòng thu đầu tay của họ, Bigger, Better, Faster, More! (1992). Nó được phát hành như là đĩa đơn thứ hai trích từ album vào ngày 23 tháng 6 năm 1993 bởi Interscope Records. Bài hát được viết lời bởi giọng ca chính của nhóm Linda Perry và được sản xuất bởi David Tickle. Đây là một bản pop rock và alternative rock, với nội dung đề cập đến một cô gái muốn hòa nhập và thành công trong cuộc sống nhưng thất bại, xuất phát từ những quy luật khắc nghiệt về phân biệt giới tính trong xã hội.
Sau khi phát hành, "What's Up?" nhận được những phản ứng trái chiều từ các nhà phê bình âm nhạc, trong đó nó được xếp hạng 94 trong danh sách 100 One-Hit Wonder Xuất sắc nhất của VH1, nhưng cũng bị liệt kê như là một trong những bản hit tệ nhất mọi thời đại bởi một số chuyên gia. Tuy nhiên, bài hát đã gặt hái những thành công vượt trội về mặt thương mại, đứng đầu các bảng xếp hạng ở Áo, Bỉ, Đan Mạch, Đức, Hà Lan, Na Uy, Thụy Điển và Thụy Sĩ, và lọt vào top 5 ở hầu hết những thị trường nó xuất hiện, bao gồm vươn đến top 5 ở Úc, Pháp, Ý, New Zeland và Vương quốc Anh. Tại Hoa Kỳ, "What's Up?" cũng đạt được những thành công đáng kể, nơi nó đạt vị trí thứ 14 trên bảng xếp hạng Billboard Hot 100.
Video ca nhạc cho "What's Up?" được đạo diễn bởi Morgan Lawley, trong đó hầu hết là những cảnh nhóm đang trình diễn bài hát trong một căn nhà. Nó nhận được một đề cử Giải Video âm nhạc của MTV năm 1993 ở hạng mục Video Alternative xuất sắc nhất. Để quảng bá bài hát, nhóm đã trình diễn bài hát trên nhiều chương trình truyền hình và lễ trao giải lớn, bao gồm Late Show with David Letterman và Giải thưởng âm nhạc Billboard năm 1993. Đây được xem là bài hát trứ danh trong sự nghiệp của 4 Non Blondes, và là bản hit thành công duy nhất của họ trước khi tan rã vào năm 1994. "What's Up?" đã được hát lại và sử dụng làm nhạc mẫu bởi rất nhiều nghệ sĩ khác nhau, bao gồm Lady Gaga, Pink, Ariana Grande và Adam Lambert.

## Danh sách bài hát
Đĩa 7" tại châu Âu và Anh quốc
1. "What's Up" – 4:16
2. "What's Up" (bản piano) – 4:09

Đĩa CD tại châu Âu và Anh quốc
1. "What's Up?" (bản đĩa đơn) – 4:16
2. "What's Up?" (bản phối lại) – 4:51
3. "Train" – 3:47
4. "What's Up?" (bản piano) – 4:09

## Xếp hạng
| Bảng xếp hạng (1993)                 | Vị trí cao nhất |
| ------------------------------------ | --------------- |
| Úc (ARIA)                            | 2               |
| Áo (Ö3 Austria Top 40)               | 1               |
| Bỉ (Ultratop 50 Flanders)            | 1               |
| Canada (RPM)                         | 33              |
| Đan Mạch (Tracklisten)               | 1               |
| Châu Âu (European Hot 100 Singles)   | 1               |
| Pháp (SNEP)                          | 3               |
| Đức (Official German Charts)         | 1               |
| Ireland (IRMA)                       | 1               |
| Ý (FIMI)                             | 2               |
| Hà Lan (Dutch Top 40)                | 1               |
| Hà Lan (Single Top 100)              | 1               |
| New Zealand (Recorded Music NZ)      | 2               |
| Na Uy (VG-lista)                     | 1               |
| Thụy Điển (Sverigetopplistan)        | 1               |
| Thụy Sĩ (Schweizer Hitparade)        | 1               |
| Anh Quốc (OCC)                       | 2               |
| Hoa Kỳ Billboard Hot 100             | 14              |
| Hoa Kỳ Alternative Songs (Billboard) | 29              |
| Hoa Kỳ Mainstream Rock (Billboard)   | 16              |
| Hoa Kỳ Pop Airplay (Billboard)       | 15              |

| Bảng xếp hạng (1993)                 | Vị trí |
| ------------------------------------ | ------ |
| Australia (ARIA)                     | 7      |
| Austria (Ö3 Austria Top 40)          | 1      |
| Belgium (Ultratop 50 Flanders)       | 2      |
| Denmark (Tracklisten)                | 4      |
| Europe (European Hot 100 Singles)    | 7      |
| Germany (Official German Charts)     | 3      |
| Italy (FIMI)                         | 8      |
| Netherlands (Dutch Top 40)           | 1      |
| Netherlands (Single Top 100)         | 3      |
| New Zealand (Recorded Music NZ)      | 10     |
| Norway Autumn Period (VG-lista)      | 4      |
| Norway Summer Period (VG-lista)      | 2      |
| Switzerland (Schweizer Hitparade)    | 5      |
| UK Singles (Official Charts Company) | 21     |
| US Billboard Hot 100                 | 50     |

| Bảng xếp hạng (1990–99)     | Vị trí |
| --------------------------- | ------ |
| Austria (Ö3 Austria Top 40) | 36     |
| Netherlands (Dutch Top 40)  | 14     |

## Chứng nhận
| Quốc gia                                                                                              | Chứng nhận  | Số đơn vị/doanh số chứng nhận |
| --- | ----------- | ----------------------------- |
| Úc (ARIA)                                                                                             | Bạch kim    | 70.000^                       |
| Áo (IFPI Áo)                                                                                          | Bạch kim    | 50.000*                       |
| Đức (BVMI)                                                                                            | 2× Bạch kim | 0^                            |
| Ý (FIMI)                                                                                              | Vàng        | 0‡                            |
| Hà Lan (NVPI)                                                                                         | Bạch kim    | 75.000^                       |
| Thụy Điển (GLF)                                                                                       | Vàng        | 25.000^                       |
| Anh Quốc (BPI)                                                                                        | Bạc         | 200.000^                      |
| Hoa Kỳ (RIAA)                                                                                         | Vàng        | 700,000                       |
| ^ Chứng nhận dựa theo doanh số nhập hàng. ‡ Chứng nhận dựa theo doanh số tiêu thụ và phát trực tuyến. |             |                               |